# Rinorea oblanceolata
Rinorea oblanceolata är en violväxtart som beskrevs av Thomas Ford Chipp. Rinorea oblanceolata ingår i släktet Rinorea och familjen violväxter. Inga underarter finns listade i Catalogue of Life.